# Безщотний Юрій Володимирович
Ю́рій Володи́мирович Безщо́тний (нар. 4 серпня 1977 — пом. 28 серпня 2014) — сержант Збройних сил України, учасник російсько-української війни.

## Короткий життєпис
Народився 1977 року в місті Куп'янськ (також вказується село Ковшарівка, Куп'янський район Харківської області) у родині робітників. По закінченні 8 класів Куп'янської загальноосвітньої школи № 12 у селищі міського типу Ківшарівка одразу пішов працювати учнем токаря; закінчив вечірню школу. Працював учнем стропальника на Куп'янському ливарному заводі. У 1996—1998 роках служив в армії у Керчі — командиром автомобільного відділення. Полюбляв рибалку. Після армії одружився; сімейне життя не склалося. Потім працював стропальником вантажопідйомних кранів на Куп'янському ливарному заводі, водієм на підприємстві «Комсервіс».
Призваний за мобілізацією 3 серпня 2014 року. Командир відділення 92-ї окремої механізованої бригади, старший водій.
Ротно-тактична група рухалась у район Старобешевого з метою деблокування українських підрозділів в Іловайську. За 5 км на схід від міста Комсомольське (Донецька область) о 4-й ранку колона потрапила під масований обстріл російських військ з РСЗВ «Град», мінометів і танків та під вогонь ДРГ терористів. Тоді ж полягли Руслан Батраченко, Сергій Бризгайло, Антон Бутирін, Андрій Деребченко, Олександр Карасик, Олександр Карпенко, Василь Лепетюха, Ігор Романцов, Сергій Чорний.
Ідентифікований серед загиблих за експертизою ДНК. 23 червня 2015 року захисника поховали в Куп'янську.
Без Юрія лишились мама; сестра Галина та син Володимир 2000 р.н.

## Нагороди та вшанування
За особисту мужність і героїзм, виявлені у захисті державного суверенітету та територіальної цілісності України, вірність військовій присязі під час російсько-української війни, відзначений — нагороджений:
- 22 вересня 2015 року — орденом «За мужність» III ступеня (посмертно).[1]
- Його портрет розміщений на меморіалі «Стіна пам'яті полеглих за Україну» у Києві: секція 3, ряд 5, місце 16
- Вшановується 28 серпня на щоденному ранковому церемоніалі вшанування українських захисників, які загинули цього дня у різні роки внаслідок російської збройної агресії[2]
- 8 квітня 2016 року в Ківшарівці у приміщенні загальноосвітньої школи № 12 йому відкрито меморіальну дошку.